# Kaiserliches Postamt Wustrow (Fischland)
Das ehemalige Kaiserliche Postamt ist ein denkmalgeschütztes Bauwerk in der Ernst-Thälmann-Straße 11 im Ostseebad Wustrow in Mecklenburg-Vorpommern an der Ostsee.

## Geschichte und Funktion des Gebäudes
Im Jahr 1850 wurde in Wustrow eine Postexpedition eingerichtet, die mit Hilfe eines Bootes Nachrichten mit der Post in Ribnitz austauschte. Diese wurde 1871 in eine Postagentur, 1877 in ein Postamt der III. Klasse aufgewertet. Bis 1895 errichtete man das Kaiserliche Postamt, ein Postamt der II. Klasse. Nachdem 1929 die Betonstraße von Ribnitz nach Wustrow fertiggestellt war, ersetzten die Autos auch den Postverkehr per Schiff über den Bodden.
Die Fassade des zweigeschossigen Baus besteht aus rotem Backstein. Das erste Obergeschoss ist durch ein doppelläufiges Gesims vom Erdgeschoss optisch getrennt. Auffällig ist die Berliner Ecke, über dessen Fenster im ersten Obergeschoss der Deutsche Reichsadler aus dem Kaiserreich und in einem darüber liegenden, kleineren Fenster in der Giebelfläche die Jahreszahl der Fertigstellung eingelassen ist.
Das Kaiserliche Postamt wurde zunächst in Reichspostamt, zur Zeit der DDR in ein Amt der Deutschen Post umbenannt. Nach der Wende erwarb die Gemeinde das Gebäude 1997 von der Deutschen Telekom. 2001 zog die Post aus und schloss am 27. Januar 2002 das Gebäude. Die Gemeinde nutzte die Gelegenheit, um es in den folgenden zwei Jahren mit Hilfe von Fördermitteln des Wirtschaftsministeriums sowie der Städtebauförderung zu sanieren und es künftig als Sitz der Kurverwaltung zu nutzen. Die Neueröffnung als „Haus des Gastes“ erfolgte am 28. Oktober 2003. Im Obergeschoss finden Konzerte, Vorträge und Wechselausstellungen statt. Im hinter dem Gebäude liegenden Obstgarten werden in den Sommermonaten ebenfalls Konzerte aufgeführt.